# Ophiogomphus edmundo
Ophiogomphus edmundo is een libellensoort uit de familie van de rombouten (Gomphidae), onderorde echte libellen (Anisoptera).
De soort komt alleen voor in de Verenigde Staten, in de staten Georgia, North Carolina en Tennessee. De soort staat op de Rode Lijst van de IUCN als bedreigd, beoordelingsjaar 2007.
De wetenschappelijke naam van de soort is voor het geldig gepubliceerd in 1951 door Needham.